# El Marañón
El Marañón är en ort i Honduras.   Den ligger i departementet Departamento de Cortés, i den västra delen av landet, 170 km nordväst om huvudstaden Tegucigalpa. El Marañón ligger 140 meter över havet och antalet invånare är 1 836.
Terrängen runt El Marañón är huvudsakligen kuperad, men åt nordväst är den bergig. Runt El Marañón är det tätbefolkat, med 257 invånare per kvadratkilometer. Närmaste större samhälle är San Pedro Sula, 11,9 km norr om El Marañón. Omgivningarna runt El Marañón är en mosaik av jordbruksmark och naturlig växtlighet.